# Calvin Hermanson
Calvin Hermanson (nacido el 29 de septiembre de 1994 en Lake Oswego (Oregon), Estados Unidos) es un jugador de baloncesto de nacionalidad estadounidense. Con 1,98 de estatura, juega en la posición de alero. Actualmente es jugador del Oviedo Club Baloncesto de la Liga LEB Oro.

## Trayectoria
Hermanson es un alero que jugó desde la temporada 2013/14 durante 4 temporadas en los Saint Mary's Gaels. En la temporada 2017-18 promedió 11.3 puntos, 3.3 rebotes y 1.1 asistencias por partido.
En agosto de 2018 firma por el Chocolates Trapa Palencia de LEB Oro, siendo su primera experiencia como profesional en ligas europeas.
En julio de 2019 firma por el Wetterbygden Stars de la Svenska basketligan.
El 16 de julio de 2021, firma por el TAU Castelló de la Liga LEB Oro.
El 25 de julio de 2022, firma por el San Pablo Burgos de la Liga LEB Oro.
En julio de 2023, regresa al TAU Castelló de la Liga LEB Oro.
El 27 de junio de 2024, firma por el FC Cartagena Baloncesto de la Liga LEB Oro, superando la barrera de los 10 puntos por partido con el que disputó el play-off de ascenso a la Liga ACB. En esa eliminatoria, el conjunto cartagenero forzó al máximo al Real Betis Baloncesto, conjunto que finalmente logró el ascenso y ante el que logró imponerse en dos encuentros.
El 12 de julio de 2025, firma por el Oviedo Club Baloncesto de la Primera FEB.

## Clubes
- 2018-2019  LEB Oro. Chocolates Trapa Palencia
- 2019-2020  Svenska basketligan. Wetterbygden Stars
- 2021-2022  LEB Oro. TAU Castelló
- 2022-2023  LEB Oro. San Pablo Burgos
- 2023-2024  LEB Oro. TAU Castelló
- 2024-2025  Primera FEB. FC Cartagena Baloncesto
- 2025-actualidad  Primera FEB. Oviedo Club Baloncesto